# Долењске Топлице
Долењске Топлице (словен. Dolenjske Toplice) је градић и управно средиште истоимене општине Долењске Топлице, која припада Југоисточнословеначкој регији у Републици Словенији.
По попису становништва из 2011. године, насеље Долењске Топлице имало је 797 становника.